# Nazionale maschile di pallavolo dell'Azerbaigian
La nazionale maschile di pallavolo dell'Azerbaigian è una squadra europea composta dai migliori giocatori di pallavolo dell'Azerbaigian ed è posta sotto l'egida della Federazione pallavolistica dell'Azerbaigian.

## Rosa
Segue la rosa dei giocatori convocati per l'European Golden League 2024.
| N° | Nome                | Ruolo | Data di nascita   | Squadra       |
| -- | ------------------- | ----- | ----------------- | ------------- |
| 1  | Vugar Bayramov      | S     | 21 gennaio 1992   | Murov         |
| 2  | Nihad Gasimov       | L     | 7 settembre 2006  | Murov         |
| 3  | Amirmahdi Ablou     | P     | 9 settembre 2001  | Murov         |
| 4  | Javid Azimov        | S     | 12 aprile 1999    | Murov         |
| 5  | Ruslan Aliyev       | O     | 28 febbraio 2001  | Neftçi        |
| 6  | Elmin Alishanov     | C     | 10 maggio 1990    | Murov         |
| 7  | Andrei Vasilenko    | S     | 3 febbraio 1995   | Hatta         |
| 9  | Mirhasil Seyidli    | P     | 2000              | Neftçi        |
| 10 | Yusif Bunyatov      | S     | 3 agosto 2004     | Murov         |
| 12 | Ferhat Jenkel       | L     | 18 dicembre 2003  | -             |
| 13 | Emil Ashumov        | C     | 9 luglio 2002     | MOIK          |
| 14 | Mardan Mammadov     | C     | 12 maggio 2002    | Xarı Bülbül   |
| 19 | Kanan Allahverdiyev | L     | 15 settembre 1980 | Murov         |
| 20 | Andrey Melnikov     | O     | 11 aprile 1994    | Azərreyl      |
| 28 | Aslan Hamidov       | C     | 9 ottobre 2004    | -             |
| 38 | Yegor Nikulenko     | C     | 22 marzo 2001     | Azərreyl      |
| 77 | Roman Gurskii       | P     | 21 luglio 2001    | Kazincbarcika |

## Risultati

### Competizioni CEV
| 2004 | non qualificata | -            |
| 2005 | non qualificata | -            |
| 2006 | non qualificata | -            |
| 2007 | non qualificata | -            |
| 2008 | non qualificata | -            |
| 2009 | non qualificata | -            |
| 2010 | non qualificata | -            |
| 2011 | non qualificata | -            |
| 2012 | non qualificata | -            |
| 2013 | non qualificata | -            |
| 2014 | 9º posto        | Convocazioni |
| 2015 | non qualificata | -            |
| 2016 | non qualificata | -            |
| 2017 | 8º posto        | Convocazioni |
| 2018 | non qualificata | -            |
| 2019 | non qualificata | -            |
| 2021 | non qualificata | -            |
| 2022 | non qualificata | -            |
| 2024 | 12º posto       | Convocazioni |
| 2025 | non qualificata | -            |

| 2018 | non qualificata | -            |
| 2019 | 5º posto        | Convocazioni |
| 2021 | non qualificata | -            |
| 2022 | non qualificata | -            |
| 2023 | non qualificata | -            |
| 2024 | non qualificata | -            |
| 2025 | 5º posto        | Convocazioni |

### Competizioni zonali
| 2015 | 11º posto | Convocazioni |